# Nakadzsima Sója
Nakadzsima Sója (中島 翔哉) (Tokió, 1994. augusztus 23. –) japán válogatott labdarúgó, az Urava Red Diamonds játékosa.

## Pályafutása

### A válogatottban
A japán U23-as válogatott tagjaként részt vett a 2016. évi nyári olimpiai játékokon.